# Anonymisation vidéo
L'anonymisation vidéo, plus communément désignée « floutage » ou « bandeau » en fonction des techniques utilisées, désigne le fait d'éviter qu'un visage soit reconnu d'un public part l'utilisation d'un effet flou, d'un bandeau apposé généralement au niveau des yeux ou d'une quelconque autre technique permettant de ne pas reconnaitre l'auteur.

## Origine juridique
Dans de nombreux pays, elle tire son origine dans le droit à la vie privée qui figure dans le droit français, ou belge et de sa contrepartie internationale. Elle est très souvent utilisée de manière préventive pour éviter un procès pour diffamation, injure ou simplement pour préserver l'anonymat de la personne ou des personnes. Elle est utilisée pour également flouter ceux qui ne sont pas l'objet de la vidéo ou photographie. 
L'anonymisation peut également être motivée par le secret d'affaires. Elle est commune dans les reportages télévisés.
Un des buts recherchés peut-être d'éviter l'interdiction de la diffusion. Elle est très souvent aussi utilisée pour préserver l'anonymat d'un témoin lors d'un reportage.

## Techniques
Un effet de flou, un bandeau ou n'importe quoi d'autre (bien que peu officiel) peut être incrusté dans une vidéo. Lorsque cela n'est pas possible une personne peut être filmée de dos, ou lorsqu'elle reste masquée.

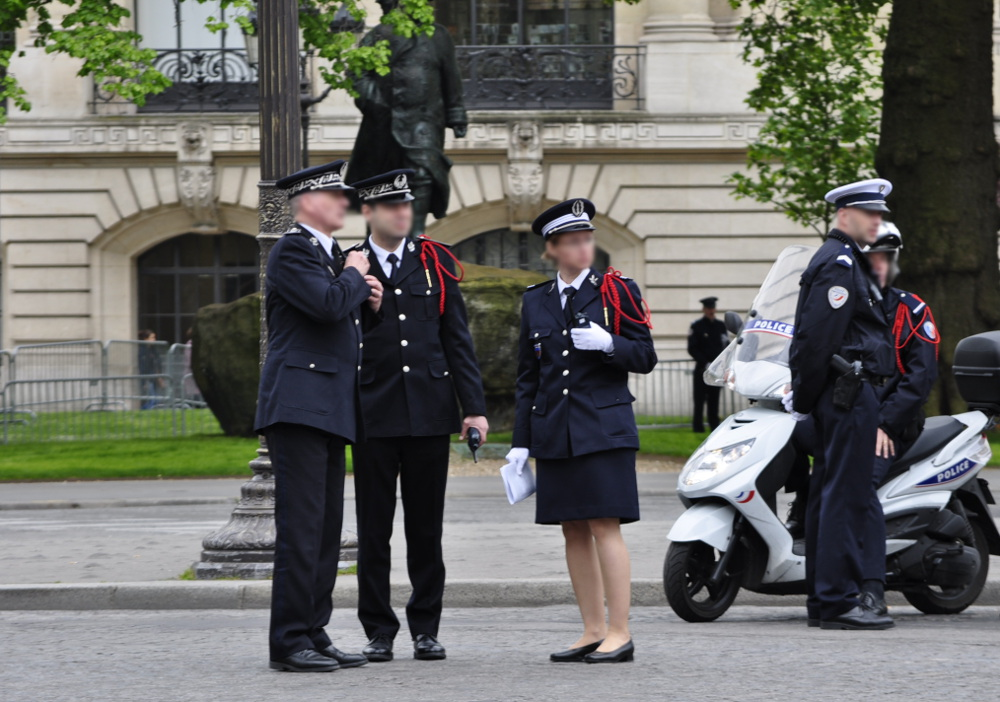
Des personnels policiers floutés à Paris

## Controverses

### Libertés
Il est parfois reproché par certaines personnes ou groupes dont des ONG ou même les Nations unies que sous prétexte de défendre les personnes, ou organisations et leurs droits dont le secret d'affaires ou la vie privée - qu'elle soit utilisée abusivement pour censurer préventivement ou à postériori. Avec des censures mais également avec des procès-bâillons utilisés en représailles.
En France, à la suite du dépôt de la proposition de loi relative à la sécurité globale, le ministre de l'Intérieur Gérald Darmanin souhaite un temps vouloir rendre obligatoire le floutage des forces de l'ordre, afin de satisfaire une demande des syndicats de policiers.

### Défense contre les abus
De nombreuses voix dénoncent un "foutage de gueule" à propos de cette loi rappelant que beaucoup d'affaires ont été résolues grâce à l'obtention d'images filmant des actions policières. 
Filmer la police peut aussi être utilisé de façon préventive pour se prémunir d'un abus ce qui est l'une des raisons pour lesquelles ce droit est revendiqué. D'autres ajoutent qu'il s'agit d'un acte pacifique sans danger, et reproche le fait que seules les forces de police puissent être habilitées à filmer ce qui accentuerait l’asymétrie entre les forces de polices et les autres personnes.

### Raisons avancées par la police
Les raisons avancées sont une meilleure protection des policiers dans leur mission.

## Utilisations non-liés à la personne
Le floutage peut souvent être aussi utilisé dans d'autres cas notamment:
- Pour des véhicules[5] (les marques des voitures ou véhicules et plaques d'immatriculation sont toutes susceptibles d'être l'objet d'un floutage).

- Pour des unités de police (badges, véhicules, visages, grades sont susceptibles d'être cachés)

- Des marques[6] (notamment lorsqu'elles ne sont pas l'objet de la vidéo et qu'elles y figurent par hasard)

- Des adresses (il peut s'agir d'éviter que le domicile de la personne, ou toute autre lieu fréquenté par elle puisse être retrouvé à partir de la vidéo ou du média)

- Des documents (il peut s'agir de tout type de documents qu'ils soient compromettant ou non)